# Joe Rinaldi
Pour les articles homonymes, voir Rinaldi.
Joe Rinaldi (1er août 1914 - 25 novembre 1974) est un scénariste américain.

## Filmographie
- 1941 : Dumbo
- 1947 : Mickey et le Haricot magique
- 1948 : Pecos Bill
- 1948 : Johnny Pépin-de-Pomme
- 1948 : Mélodie Cocktail
- 1949 : Le Crapaud et le Maître d'école
- 1950 : Cendrillon
- 1951 : Alice au Pays des Merveilles
- 1953 : Peter Pan
- 1955 : La Belle et le Clochard
- 1959 : La Belle au bois dormant
- 1961 : Babes in Toyland
- 1954-1969 : Disneyland (11 épisodes)